# Trofeo Moschini 1943
Il Trofeo Moschini 1943, quindicesima edizione della corsa nota in precedenza come "Milano-Mantova", si svolse l'11 aprile 1943 su un percorso di 239 km con partenza a Goito e arrivo a Mantova. Fu vinto dall'italiano Olimpio Bizzi, che completò il percorso in 6h20'00" battendo in volata i connazionali Glauco Servadei e Gino Bartali.
Al termine della gara, organizzata dalla Mantova Sportiva e conclusa da 32 ciclisti, Servadei vestì la maglia rosa del Giro d'Italia di guerra 1943, competizione multiprova con classifica a punti di cui il Trofeo Moschini costituiva la seconda "tappa".

## Percorso
La corsa, altimetricamente non difficoltosa, prese il via da Goito avviandosi verso nord fino a Desenzano, località da cui venne effettuata la completa circumnavigazione del Lago di Garda, prima lungo la sponda occidentale via Limone (km 86) fino a Riva, e quindi lungo la sponda orientale, con la salita di San Zeno di Montagna come unica asperità di giornata. Rientrata a Desenzano (km 183), la corsa si avviò verso Mantova: il traguardo era posto allo Stadio Settimo Leoni dopo 239 km di corsa.

## Ordine d'arrivo (Top 10)
| Pos. | Corridore            | Squadra   | Tempo    |
| ---- | -------------------- | --------- | -------- |
| 1    | Olimpio Bizzi        | Viscontea | 6h20'00" |
| 2    | Glauco Servadei      | Bianchi   | s.t.     |
| 3    | Gino Bartali         | Legnano   | s.t.     |
| 4    | Fiorenzo Magni       | Bianchi   | s.t.     |
| 5    | Salvatore Crippa     | Aquilano  | s.t.     |
| 6    | Augusto Introzzi     | -         | s.t.     |
| 7    | Giovanni De Stefanis | Bianchi   | s.t.     |
| 8    | Giovanni Valetti     | Olmo      | s.t.     |
| 9    | Francesco Brambilla  | -         | s.t.     |
| 10   | Severino Canavesi    | Gloria    | a 4'25"  |